# Günter Poethke

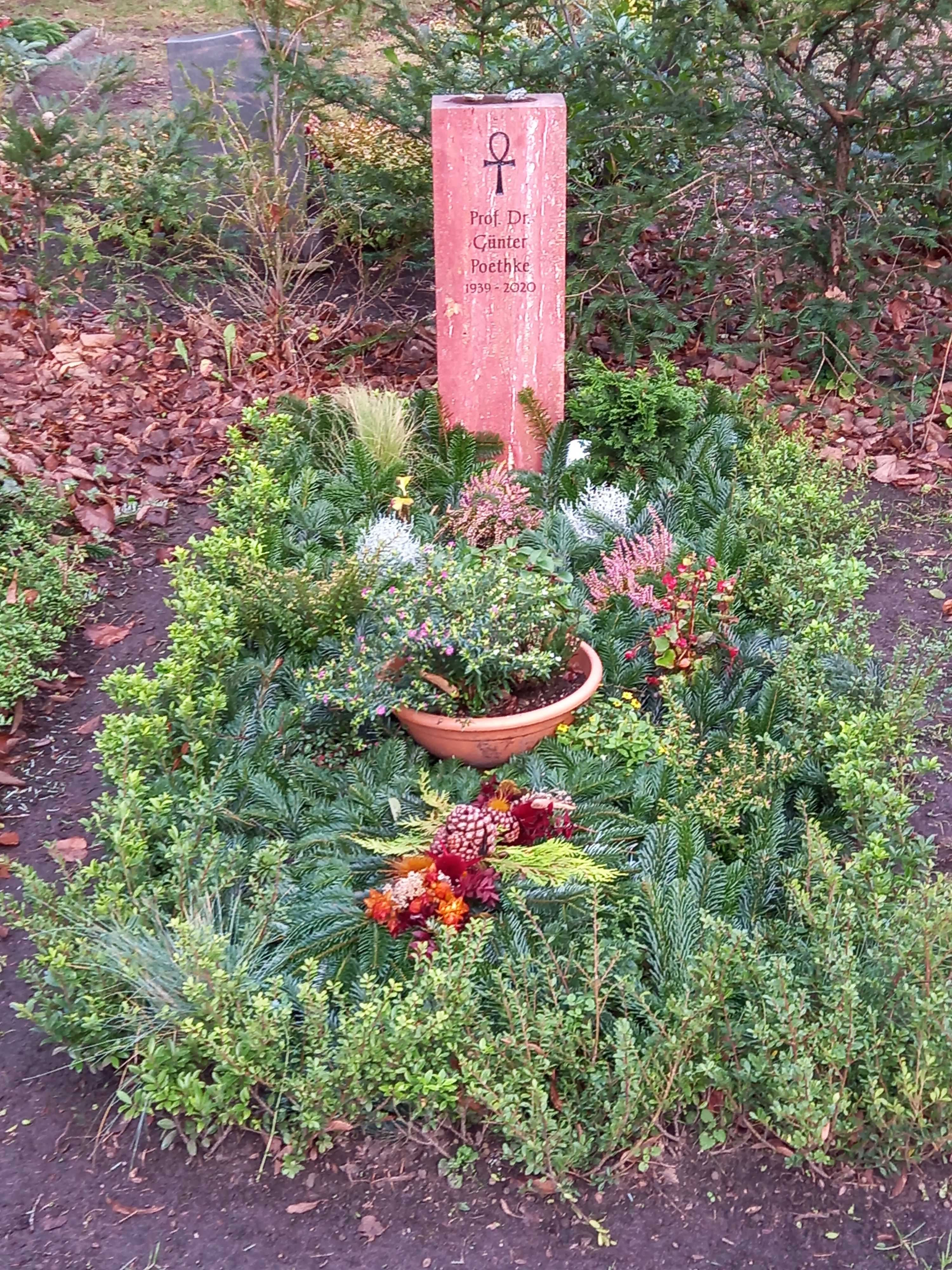
Das Grab von Günter Poethke auf dem Friedhof Pankow III in Berlin

Günter Poethke (* 8. September 1939 in Leipzig; † 12. Dezember 2020) war ein deutscher Papyrologe. Er beschäftigte sich vor allem mit griechischer Papyrologie.

## Leben
Poethke kam 1939 in Leipzig als Sohn des Chemikers und Pharmazeuten Walter Poethke und der österreichischen Pianistin Ingeborg Maria Poethke, geborene Kainrath, zur Welt. Er wuchs in einem humanistisch geprägten Akademikerhaushalt auf, in dem verschiedenen künstlerischen Tätigkeiten nachgegangen wurde. Nachdem Walter Poethke 1950 als Professor an die Friedrich-Schiller-Universität Jena berufen worden war, zog die Familie in diese Stadt, wo Günter bis 1957 den altsprachlichen Zweig der Adolf-Reichwein-Oberschule besuchte.
Nach dem Schulabschluss folgte Günter Poethke nicht den Vorstellungen der Eltern, die auf eine medizinische Laufbahn gehofft hatten, sondern schrieb sich zum Studium der Klassischen Philologie und Alten Geschichte an der Universität Jena ein. Einen Militärdienst musste er nicht zuvor leisten, da die Wehrpflicht noch nicht wieder eingeführt war. Seine akademischen Lehrer an der Universität waren unter anderem Richard Hauschild, Friedmar Kühnert, Friedrich Slotty und Friedrich Zucker. Mit der Diplomarbeit „Die politischen Verhältnisse der Heroenzeit in den Äußerungen der Tragödie des Aischylos und Sophokles mit besonderer Berücksichtigung der Terminologie“ erlangte er im Sommersemester 1962 den Studienabschluss.
Sofort im Anschluss ging er auf Vermittlung seiner Dozenten Friedrich Zucker und Wolfgang Müller als wissenschaftlicher Mitarbeiter an das Ägyptische Museum Berlin, wo Müller sein Vorgesetzter war. Dort oblag Poethke die Aufarbeitung der Papyrusbestände, die entweder den Zweiten Weltkrieg in einem Versteck in Deutschland überlebt hatten oder in den 1950er Jahren aus russischer Beschlagnahmung zurückkehrten. Ein Jahr lang absolvierte er eine praktische Ausbildung in Papyrusrestaurierung bei seinem Kollegen, dem Restaurator Rolf Ibscher. Parallel dazu erarbeitete er in seinen ersten Dienstjahren seine Dissertation mit dem Titel Epimerismos. Betrachtungen zur Zwangspacht in Ägypten während der Prinzipatszeit. Mit dieser Arbeit wurde er 1967/1968 an der Humboldt-Universität zu Berlin promoviert.
Die ersten elf Jahre lebte Poethke in Berlin als Untermieter bei einer Fleischerwitwe namens Grunau in Prenzlauer Berg (später wohnte er mit seiner Frau in einer Etagenwohnung in Berlin-Köpenick). Der mittlerweile eingeführten Wehrpflicht entging er nur durch gemeinsame Anstrengungen seiner Vorgesetzten und seines Vaters. So konnte er sich voll der Pflege und Erschließung der Papyrussammlung widmen, was trotz des Kalten Krieges in Zusammenarbeit mit Kollegen aus dem Westen und speziell der West-Berliner Papyrussammlung geschah. Zunehmend gehörten auch Ausstellungsprojekte und populärwissenschaftliche Veröffentlichungen zu seinen Aufgabengebieten. Nach der erfolgreichen Promotion wurde Poethke 1970 zum Oberassistenten und im Folgejahr 1971 zum Leiter der Papyrusabteilung befördert. Seit 1977 trug er den Titel Kustos. Von 1969 bis 1993 war er Redaktionssekretär der Fachzeitschrift Archiv für Papyrusforschung, ab 1978 auch ihr Mitherausgeber. Ebenfalls nach 1975 leitete er für mehrere Jahrzehnte kommissarisch die Papyrussammlung der Universität Jena, nachdem der letzte dortige Vertreter des Faches Papyrologie, Fritz Uebel, verstorben war, und hielt in Jena auch gelegentlich Lehrveranstaltungen.
1988 erfolgte Günter Poethkes Habilitation mit der Arbeit Griechische Papyrusurkunden spätrömischer und byzantinischer Zeit aus Hermupolis Magna an der Berliner Humboldt-Universität. Die Aufnahme der Lehrtätigkeit verzögerte sich jedoch noch bis nach der deutschen Wiedervereinigung: Erst 1991 begann Poethke mit der Lehre; erst 1995 erfolgte die Ernennung zum Privatdozenten und 1999 die zum außerplanmäßigen Professor. Nach dem Fall des Eisernen Vorhangs konnte er auch den Austausch mit internationalen Kollegen intensivieren, so etwa als Mitglied der Association Internationale de Papyrologues.
Im Jahr 2004 wurde er an der Papyrussammlung pensioniert, setzte jedoch seine wissenschaftliche Tätigkeit intensiv fort. So blieb er bis zu seinem Tod Mitherausgeber des Archivs für Papyrusforschung (und dort ab 1994 für die Rezensionen verantwortlich) und gab bis ins Wintersemester 2019/2020 Lehrveranstaltungen an der Humboldt-Universität. Bis Tage vor seinem Tod im Dezember 2020 kam er vier Tage pro Woche weiter zur Mitarbeit in die Berliner Papyrussammlung.
Poethke war verheiratet mit Rosemarie Burmeister.

## Schriften
- Epimerismos. Betrachtungen zur Zwangspacht in Ägypten während der Prinzipatszeit (= Papyrologica Bruxellensia. Band 8). Fondation égyptologique Reine Élisabeth, Brüssel 1969.
- Das Leben Äsops. Aus dem Griechischen. Mit Einleitung herausgegeben und erledigt von Wolfgang Müller (= Sammlung Dieterich. Band 348). Dieterich, Leipzig 1974 (2. Auflage, ebenda 1976).
- Leben im ägyptischen Altertum. Literatur, Urkunden, Briefe aus 4 Jahrtausenden. Staatliche Museen, Berlin 1977.
- Griechische Papyrusurkunden spätrömischer und byzantinischer Zeit aus Hermupolis Magna (BGU XVII) (= Archiv für Papyrusforschung und verwandte Gebiete. Beiheft 7). K. G. Saur, München/Leipzig 2001, ISBN 3-598-77541-5.